# Tonkawa
Tonkawa ali Tonkava so ameriško domorodno pleme iz Oklahome in Teksasa. Njihov Tonkawa jezik, sedaj izumrl, je jezikovni izolat. Danes so člani plemena Tonkawa vključeni v zvezno priznano Plemeno Tonkawa Indijancev Oklahome, s sedežem v Tonkawa, Oklahoma. Imajo več kot 700 plemenskih članov.

## Ime
Sami sebe  Tonkawa imenujejo Tickanwa•tic (kar pomeni 'pravi ljudje'). Ime Tonkawa izhaja iz besede plemena Waco Tonkaweya, kar pomeni 'vsi ostanejo skupaj'.

## Zgodovina
Leta 1601 je pleme Tonkawa živelo na območju današnje severozahodne Oklahome. Sestavljali so jih sorodni klani. Zgodovinsko so bili nomadsko ljudstvo, ki je prakticiralo delno primitivno kmetijstvo.
Tonkawa, ki so jih dolgo časa smatrali za prazgodovinske prebivalce Teksasa, naj bi se v to državo preselili konec sedemnajstega stoletja. Prihod v osrednji Teksas naj bi se zgodil tik pred ali med zgodnjim evropskim stikovnim obdobjem.

### 18. stoletje
Do leta 1700 so Apachi in Wichita ljudje potisnili Tonkawa proti jugu do Red River, ki oblikuje mejo med današnjo Oklahomo in Teksasom. V 16. stoletju je pleme Tonkawa verjetno imelo okoli 1.900 članov. Njihovo število se je zmanjšalo na približno 1.600 do konca 17. stoletja zaradi smrtnosti zaradi evropskih bolezni in konfliktov z drugimi plemeni, zlasti Apačev.
V 1740-ih so bili nekateri Tonkawa povezani z Yojuanes in drugimi kot naseljenci v misijah San Gabriel v Teksasu ob reki San Gabriel.
Leta 1758 so Tonkawa skupaj s zavezniškimi Bidais, Caddo, Wichita, Komanči in Yojuanes napadli misijon Lipan Apačev v bližini Mission Santa Cruz de San Sabá, ki so jo uničili.
Pleme je nadaljevalo svojo južno migracijo v Teksas in severn Mehiko, kjer so se povvezali z Lipan Apache.

### 19. stoletje
Medtem ko so se Tonkawa pogosto povvezovali s Teksašani proti drugim plemenom, so nastali tudi konflikti s njimi. Korepondenca Stephen F. Austinom z Jose Antonio Saucedoom iz 19. maja 1826, pojasnjuje napad, ki so ga izvedli Teksassšani iz San Felipe, Texas na Tonkawe tisto leto: »...[Tonkawe] so ukradli od naseljencev dvajset in še nekaj svinj ter veliko količino koruze. Majhna skupina sosedov je šla v vas Indijancev, da aretirajo tatove; Indijanci so pokazali svoje orožje in se odrekli predaji krivcev.« Tisti, ki so izgubili premoženje, so prišli k Austinu s svojimi pritožbami in Austin je posredoval ter poslal po Tonkawa poglavarja Carito in mu povedal, da se morajo Tonkawa "držati stran od naselja San Felipe de Austin in predati tatove, da se kaznujejo s strogimi udarci, sicer bodo streljani; po tem dogovoru so se Tonkawe umaknili iz naselja. To se je zgodilo pred približno osemnajstimi meseci [tj. 1824]." 
Austin nadalje pojasnjuje, da to ni povsem rešilo vprašanja in da so posledične trditve o novih tatvinah privedle do nadaljnjih konfliktov med kolonisti San Felipe de Austin in Tonkawami.
Leta 1840 pri Bitki pri Plum Creek in znova leta 1858 pri Bitki pri Little Robe Creek so se Tonkawe borili ob strani Teksaških rangerjev proti Komančem. 5. marca 1842 je mehiška vojska pod generalom Ráfaelom Vásquezemom  vstopila v Teksas in zasedla San Antonio. Meseci pozneje, v podporo Republiki Teksas, so se Tonkawa in Lipani zbrali za ekspedicijo proti mehiški invaziji: »Razumeli smo, da je bilo vsem plemenom Lipanov in Tonkawam (sic) naročena, da se preselijo v bližino Corpus Christi, da bi spremljali vojsko na njenem pohodu do Ria Grande.« Medtem ko je bilo glavno mesto Austin severno od San Antonia deloma evakuirano kot odgovor na mehiško invazijo, ni verodostojnih dokazov, ki bi podprli trditve, da so prebivalci Austina povabili Tonkawa, da se postavijo v tabor na današnjem Republic Square za skupno zaščito pred napadi Komančev in s tem rešili Austin pred uničenjem.
Do leta 1838 je bil glavni tabor Tonkaw blizu Bastrop, Texas, 18 km vzhodno od Austina, Teksas. Tabor je bil na vzhodni strani reke Kolorado, pod Allum Creekom na zemljiščih, ki jih je imel general Edward Burleson za teksaška. William Bollaert, angleški pisatelj, geograf in etnolog, je potoval po Texasu od leta 1842 do 1843 in obiskal tabor Bastrop 22. avgusta 1843. Srečal je poglavarja Campos in obiskal trgovino z suhim blagom, kjer so Tonkawa indijanci trgovali z prebivalci Bastropa. Campo se je nedavno vrnil z lova na bizone in pozneje tistega leta načrtoval, da »obišče obalo .. da vidi ocean in lovi mustange in jelene«. Bollaertova pričevanja o plemenu v Bastropu kažejo na ljudi, ki so še vedno prepričani v svojo sposobnost gibanja. Prej tistega leta so prišle novice o razdoru v plemenu, ena skupina se je odpravila proti Rio Grande, kar je vzbudilo skrb Texasa zaradi morebitnega zavezništva z Mehiko, vendar je bilo poročano, da »glavna skupina plemena še vedno ostaja v okolici Bastropa in vodje trdijo, da so še vedno zvesti naši vladi Republike Texas«. Skupina, ki se je odcepila od glavnega plemena, je bila opisana kot »deset šotorov ali družin«, ki so obsegale približno "trideset ali štirideset bojevnikov".
Leta 1859 so ZDA prisilno premestile Tonkawa in druga indijska plemena v Teksasu v agencijo Wichita v Indijskem ozemlju in jih postavile pod zaščito bližnjega Fort Cobba.
Med ameriško državljansko vojno so se Tonkawe združili z konfederacijo. Texas je prav tako razglasil podporo konfederaciji, zato so zvezne enote v utrdbi prejele ukaze, da se odpravijo v Fort Leavenworth, Kansas, kar je pustilo Indijance v agenciji Wichita nezaščitene. Dne 24. oktobra 1862 so plemena, ki so bila pro-unionska, vključno z Delawarji, Shawnee in Osagi masakrirali Tonkawe v Tonkawa Massacre, kjer so ubili zadnjega velikega poglavarja Plácida in polovico o še živečih Tonkaw.
Po napadu na Tonkaw so do poletja 1863 nekateri preživeli začeli migrirati nazaj na jug v Texas, nekateri so prišli vse do osrednjega Texasa, vključno z Austinom, Texas. Ker je bil Austin glavno mesto konfederacijske države, je bil med državljansko vojno utrjen, da bi se pripravil na napad Unije, zato je nudil zavetje pro-konfederativnemu plemenu.
Po državljanski vojni, ker je bil Texas konfederativna država, so enote Unije zasedle Texas in leta 1867 je bilo vrnjenih nazaj na sever do Jacksboroja vseh preostalih 135 Tonkaw iz Texasa na ukaz indijskega agenta za Združene države.
Tistega leta so bili Tonkawa ponovno preseljeni na rezervat blizu Fort Griffina v okrožju Shackelford. Kasneje, leta 1884 so bili Tonkawa prisiljeni, da se preselijo iz Fort Griffina v Teksasu v Oakland Agency v severnem indijskem ozemlju, današnje okrožje Kay. Tja so prispeli 29. junija 1885, in tam so ostali do danes. To potovanje je vključevalo pot do Cisca, Teksas, kjer so se vkrcali na železniški vlak, ki jih je odpeljal do Strouda v indijskem ozemlju, kjer so preživeli zimo v agenciji Sac in Fox. Tonkawa so prepotovali 100 mi (160 km) do agencije Ponca in prispeli v bližnji Fort Oakland 30. junija 1885.
21. oktobra 1891 je pleme podpisalo sporazum z Cherokee Commission, da sprejme individualne dodelitve zemljišč.

### 20. stoletje
Do leta 1921 je ostalo le 34 članov plemena. Njihovo število je od takrat naraslo na skoraj 950 do leta 2023. Pleme Tonkawa iz Oklahome se je leta 1938 vključilo pod Zakon o indijanski blaginji Oklahome.

### 21. stoletje
12. decembra 2023 je pleme Tonkawa kupilo goro Sugarloaf, blizu Gausea, Teksas v okrožju Milam. Gora se pojavlja v številnih zgodovinah plemena in leži ob El Camino Real de los Tejas National Historic Trail blizu kraja Rancheria Grande. Pleme jo pozna kot "Rdeča gora" in je del njihove zgodbe o izvoru. Pleme se je povezalo z združenjem El Camino Real de los Tejas National Historic Trail z načrti, da jo spremenijo v zgodovinski park.

## Vlada
Pleme Tonkawa vodi izvoljen predsednik in svet. Njihov trenutni predsednik je Russell Martin.

## Gospodarstvo
Plemena Tonkawa upravlja več podjetij, ki so imela letni gospodarski učinek več kot 860,657 $ v letu 2011. Poleg več dimnikarskih podjetij pleme vodi tri različne igralnice: Tonkawa Indian Casino in Tonkawa Gasino, ki se nahajata v Tonkawi, Oklahoma in Native Lights Casino v Newkirku, Oklahoma. Hotel in casino Tonkawa imata steakhouse, Buffalo Grill in Lounge.

## Zemlja
Tonkawina plemenska ozemlja se nahajajo v okrožju Kay, Oklahoma, njihovo središče pa je v Tonkawa, Oklahoma.
Nepremičnina površine 24 ha je bila kupljena s strani plemena Tonkawe leta 2023 v spomin na njihov status kot sveto mesto za Tonkawo. Sugarloaf Mountain, najvišja točka v okrožju Milam,  Teksas]]bo postala del zgodovinskega parka.

## Institucije in dogodki
Pleme ima v lasti Tonkawa Tribal Museum v Tonkawi, Oklahoma, ki deli zgodovino in kulturo plemena preko fotografij, umetnosti in artefaktov z prostim vstopom. Prav tako vzdržujejo pokopališča Tonkawa in Nez Perce plemen.
Letni Tonkawa Powwow se odvija zadnji vikend junija, da bi obeležil konec lastnega eksodusa (Trail of Tears) plemena, ko je bilo pleme prisilno odstranjeno in preseljeno iz svojih tradicionalnih zemljišč na današnjo Oklahomo.
Mesto Austin in vodstvo plemena Tonkawa sta 12. septembra 2024 praznovala dan prijateljstva Austin-Tonkawa.

## Skupine Tonkawe
Tonkawa so sestavljali različni skupini. Te skupine se na splošno štejejo kot Tonkawa:
- Cava
- Emet
- Ervipiame
- Mayeye
- Quiutcanuaha
- Sana
- Tenu
- Tetzino
- Tishin
- Toho
- Tohaha
- Tonkawa (pravi)
- Tusolivi
- Ujuiap
- Yojuane.[3]

Dodatne skupine, kot so Nonapho, Sijame in Simaomo, so morda prav tako imele Tonkawske korenine.

## Znameniti Tonkawe
- Plácido (pribl. 1788–1862), rojen kot sin poglavarja Tonkaw in ujetnice/sužnje Komančev kot poglavar se je zavezal Stephenu F. Austinu. Imel je dva sinova, Charlieja in Little Spotsa. Tudi njuna mati je bila ujetnica Komančev. Po pokolu večjega dela njihovega plemena leta 1862, kjer je bil ubit tudi sam, so preživeli, ki jih je vodil Plácidov sin Charlie, pobegnili v Fort Belknap, Teksas, kjer so ostali do konca državljanske vojne.
- Clara Archilta (Tonkawa/Apache/Kiowa, 1912–1994), slikarica in umetnica z biseri
- El Mocho (neznan – 1784). El Mocho ali Tosche ("Leva roka") je bil glavni poglavar Tonkawa Indijancev od leta 1779 do 1784. V tem obdobju je organiziral zavezništvo plemen, ki so poskušala izgnati Špance iz Teksasa. O njegovem zgodnjem življenju je znanega malo, razen da se je rodil na ranču Lipan Apačem v osrednjem Teksasu in so ga kot otroka ujeli Tonkawasi, ki so ga posvojili. V petdesetih letih 18. stoletja se je povzpel kot bojevnik in do leta 1758 postal eden od plemenskih vojnih poglavarjev. Leta 1758 je pomagal organizirati napad na misijo San Sabá de la Santa Cruz. Ta misija, organizirana leta 1754 za Apače, je vznemirila Tonkawase, Wichite, Bidaije in Komanče, ki so se bali, da jo bodo Apači uporabili kot oskrbovalno bazo, iz katere bi lahko napadli druga plemena.  Po uničenju misije San Sabá se je El Mocho pogosto spopadal z mirovnim poglavarjem Tonkaw, Nequesom, ki je bil naklonjen zavezništvu s Španci. El Mocho, ki je upal, da bo pregnal belce iz Teksasa, je večino svojih kolegov poglavarjev prepričal, naj nadaljujejo vojno proti Španiji in Apačem, dokler niso bile zadnje apaške misije leta 1769 opuščene. V sedemdesetih letih 18. stoletja se je El Mocho upiral Nequesovim ponudbam Špancem in privolil v splošni mir šele potem, ko so se španski uradniki strinjali, da bodo Tonkawam plačali za odvzem skalpov Osageov in Apačev. Vodstvo Tonkaw je prevzel leta 1779, potem ko je epidemija črnih koz ubila Nequesa in večino drugih starešin Tonkaw. El Mocho, ki je sodeloval na več konferencah s španskimi voditelji, je pohitel v vas Taovayas blizu Rdeče reke in španskemu indijanskemu agentu Athanaseu de Mézièresu zagotovil svojo zvestobo in prijateljstvo. Mézières je El Mocha pospremil v Bexar, da bi obiskal španskega guvernerja Dominga Cabella y Roblesa. El Mocho je od guvernerja prejemal darila in bil imenovan za poglavarja Tonkaw. Kljub tem ponudbam pa je še naprej pritiskal na protišpansko zavezništvo med teksaškimi Indijanci. V upanju, da bo svoje ljudstvo osvobodil španskega nadzora, je ustanovil ohlapno konfederacijo skupin, ki je vključevala Tonkawe, Lipanske Apače (s katerimi je leta 1781 sklenil mir) ter nekaj Komančev in Caddoejev. Januarja 1784 je El Mocho začel voditi vojne skupine proti španskim naselbinam, zasegati ujetnike in krasti konje. Španski indijanski zavezniki so poskušali ustaviti te napade, vendar so jih Tonkawe premagale. Julija 1784 je bil El Mocho povabljen na konferenco v prezidiu La Bahía, kjer je bil umorjen.

## Dodatna literatura
- Himmel, Kelly F. (1999). The conquest of the Karankawas and the Tonkawas, 1821-1859. College Station, Texas: Texas A&M University Press. ISBN 978-0-89096-867-3.